# Berliner Bär (Hildebert Kliem)

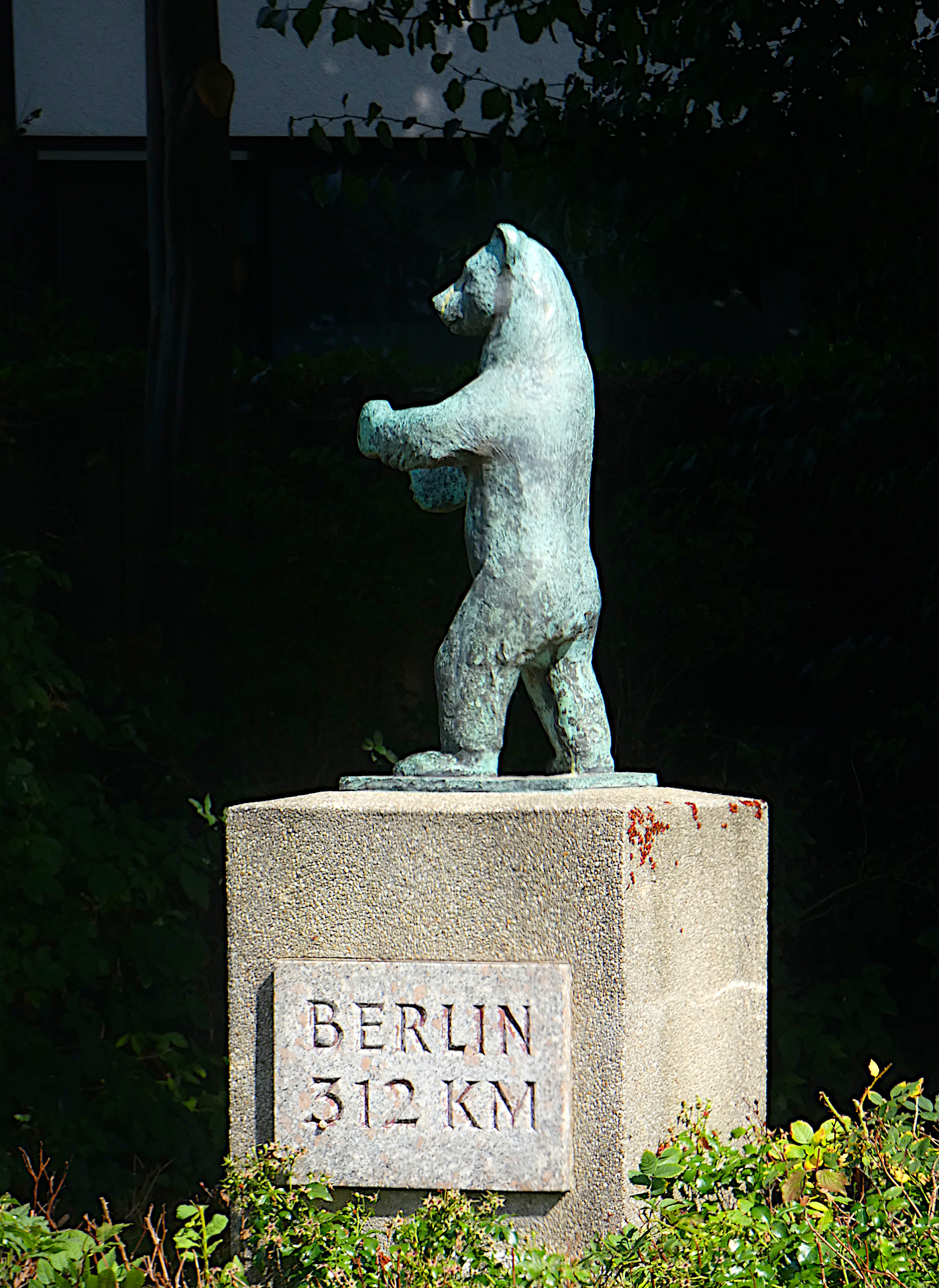
Der Berliner Bär, Baudenkmal in Ihme-Roloven

Der Berliner Bär ist eine von Hildebert Kliem geschaffene Bären-Skulptur. Ein Bronzeguss steht seit 1967 in Reykjavík. Insgesamt wurden zu Lebzeiten von Hildebert Kliem sechs Bronzebären aufgestellt. Einige gehören zu den am weitesten von Berlin entfernten Berliner Meilensteinen. Einer der Meilensteine steht unter Denkmalschutz.

## Hildebert Kliem

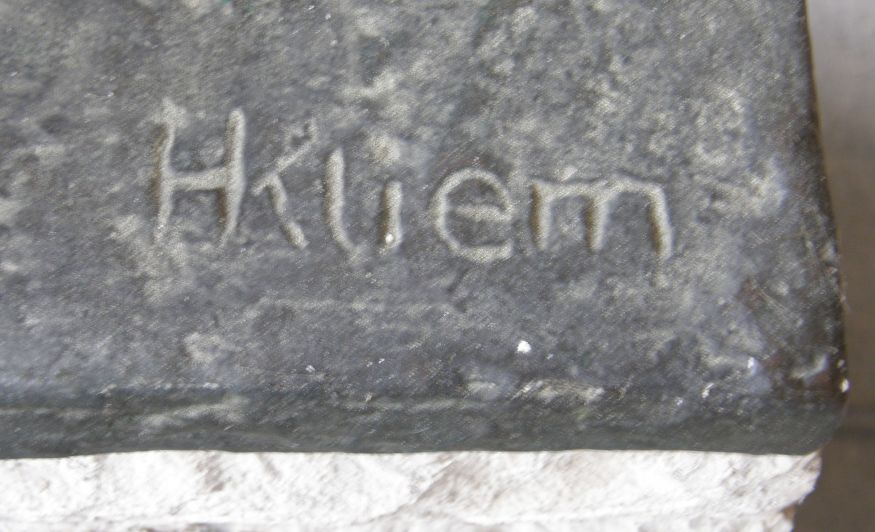
Kliems Signatur am Berliner Bär

Hildebert Kliem (21. März 1927 – 22. März 1986) machte 1952 sein Abschlussexamen an der Meisterschule für das Kunsthandwerk in Berlin. Er arbeitete als Restaurator unter anderem am Reichstag, Schloss Charlottenburg, an der Staatsoper Unter den Linden, am Theater des Westens, Märchenbrunnen im Friedrichshain.
Ein eigenes Werk von Kliem war die Skulptur Zwei spielende Bären. Der 65 cm hohe Betonguss wurde 1966 in Berlin in der „Grünanlage vor der Berliner Mauer“, Bernauer Straße, Ecke Gartenstraße platziert.

## Kliems Berliner Bär
Von Kliems Skulptur Berliner Bär wurden ab 1967 mehrere Bronzegüsse im öffentlichen Raum aufgestellt. Ein Exemplar ist 85 cm hoch und ca. 33 kg schwer. Auf rechteckiger Plinthe steht in aufrechter, leicht in der Achse gedrehter Haltung ein Bär in Schrittstellung, den Kopf leicht zur linken Seite gedreht.
Der Guss wurde von der Bildgießerei Kraas ausgeführt.
Nachdem die Bildgießerei 2010 geschlossen worden war, wurden die dort lagernden Gussformen zehn Jahre später weggeworfen.
Die jeweiligen Sockel wurden unterschiedlich gestaltet. Zumeist tragen sie als Berliner Meilenstein eine Plakette mit dem Wort „Berlin“ und geben die Entfernung von ihrem Standort nach Berlin in Kilometern an.

## Standorte

### Reykjavík
i⊙
Einer der Berliner Bären von Kliems wurde 1967 vom Bund der Berliner und Freunde Berlins der isländischen Hauptstadt Reykjavík gestiftet und im Hljómskálagarŏur Park aufgestellt, dort stand er 21 Jahre. Die Skulptur wurde dann an der Ecke Sóleyjargata und Skothǔsvegur aufgestellt. 1996 wurde die Skulptur im Magazin des Reykjavik Art Museum  eingelagert. Ein Jahr später wurde die Skulptur gegenüber der deutschen Botschaft  aufgestellt. Die Skulptur wurde am 24. Juni 1967, dem 19. Jahrestag des Beginns der Berliner Luftbrücke, durch den damaligen Außenminister Willy Brandt an die Bevölkerung Islands übergeben. Der Sockel trägt an seiner Vorderseite die Inschrift „BERLIN 2380 KM“.

### Ihme-Roloven
⊙

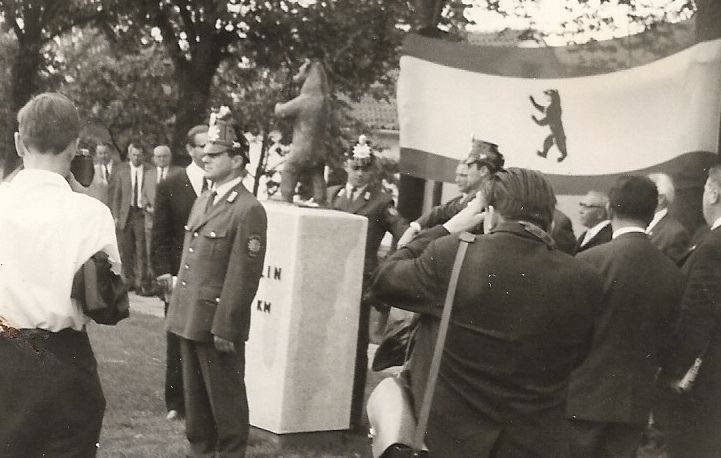
Feierstunde zur Enthüllung in Ihme-Roloven, 1967

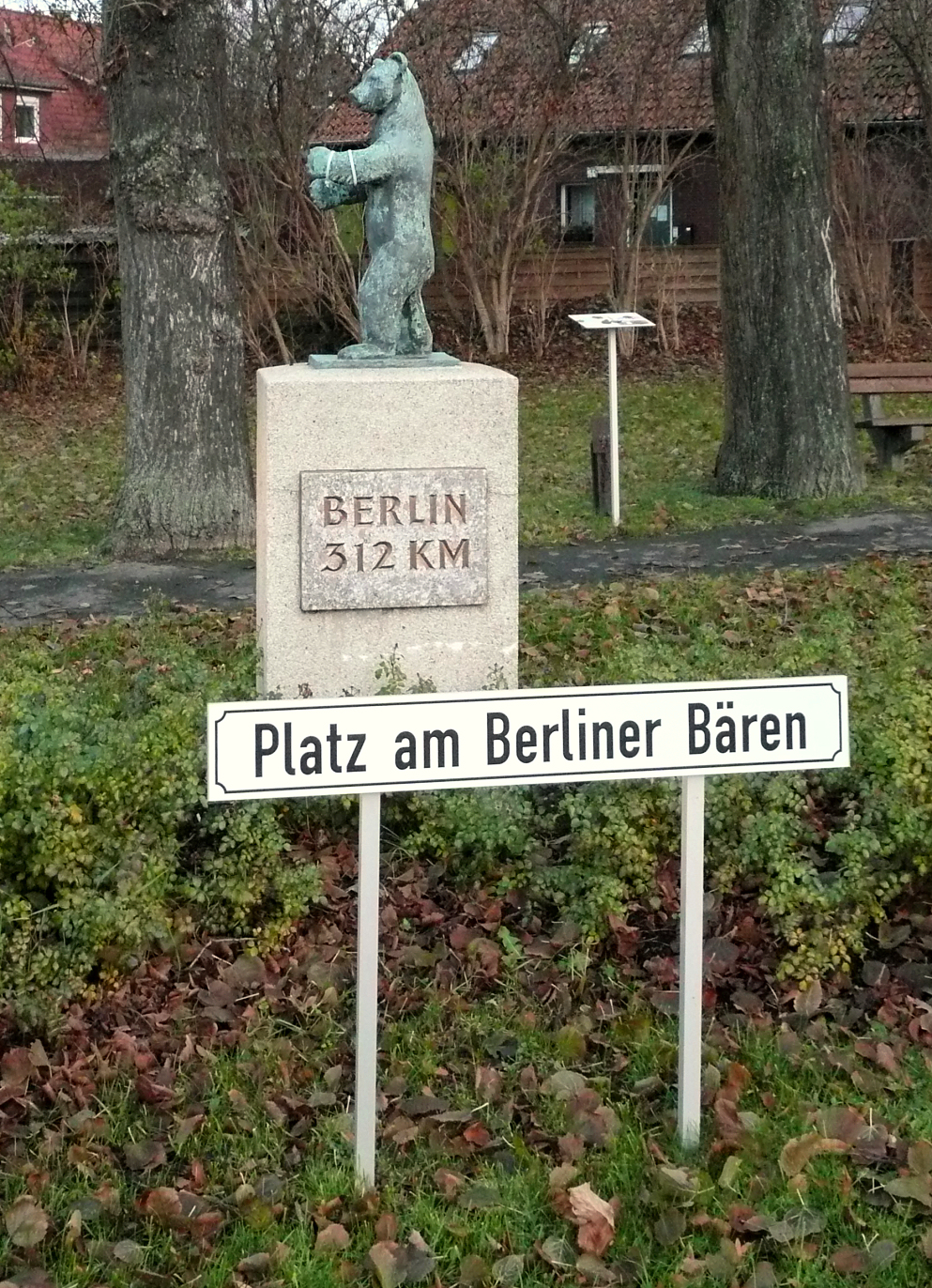
Platz am Berliner Bären in Ihme-Roloven, 2022

Ein mittlerweile denkmalgeschütztes Ensemble aus Sockel und Bärenskulptur wurde zeitgleich mit dem Reykjavíker Bären am 24. Juni 1967 in Ihme-Roloven in Niedersachsen aufgestellt. Der Sportverein des 1974 nach Ronnenberg in der heutigen Region Hannover eingemeindeten Ortes pflegte Mitte der 1960er Jahre eine Partnerschaft mit dem Berliner Sportverein Concordia Buckow. Aus diesem Anlass bemühte sich der Verein um einen „Berliner Meilenstein“. Mit der Errichtung des Denkmals sollte Solidarität und Verbundenheit zu West-Berlin gezeigt werden. Bei der Feierstunde zur Enthüllung des Meilensteins am 24. Juni 1967 stellten aus West-Berlin eingeflogene Polizeibeamte eine Ehrenformation.
Am etwa 1,5 m hohen Waschbetonsockel wurde später links des Bären eine Granitplatte mit der vertieft eingearbeiteten Inschrift „BERLIN 312 KM“ angebracht. Alte Fotos zeigen an gleicher Stelle die Inschrift aus erhaben am Sockel angebrachten Bronzebuchstaben. Die Skulptur ist mit Blickrichtung zur Dorfmitte und daher mit dem Rücken nach Berlin aufgestellt.
Heute ist das Denkmal in Ihme-Roloven ein wichtiges Zeugnis der Erinnerungskultur zur deutschen Teilung und den Ereignissen vom 17. Juni 1953 und 13. August 1961. Das Denkmal ist für die Region Hannover einmalig. Der Ortsrat beschloss am 17. Mai 2022, die Fläche um die Bärenskulptur in „Platz am Berliner Bären“ zu benennen.

### Dallas
⊙
Aus Anlass des „German Day“ der Texas State Fair wurde in Dallas (Texas, USA) am 11. Oktober 1970 ein Abguss der Bärenskulptur im Fair Park eingeweiht. Der Betonsockel auf der Rasenfläche zwischen dem Tower Building und der Hall of State trägt an der Vorderseite eine Plakette mit der Inschrift „PRESENTED IN 1970 TO DALLAS BY THE PEOPLE OF BERLIN“.

### Santiago de Chile
⊙
Der Platz mit der Kreuzung Avenida Kennedy, Manquehue im Stadtteil Las Condes von Santiago de Chile trug Anfang der 1970er Jahre den Namen „Plaza de Berlin“. In der Nähe lagen die deutsche Klinik, die deutsche Schule von Santiago, die deutsche Seniorenresidenz sowie die lutherische Kirche. An der Nordostecke der Kreuzung wurde ein Abguss der Skulptur auf einem etwa 1,20 m hohen steinernen Sockel aufgestellt. Am 26. August 1972 übergab der deutsche Botschafter das Geschenk des Senats von Berlin an die Stadt Santiago de Chile. Die vorgesehene Inschrift mit der Angabe der Entfernung nach Berlin wurde nicht angebracht. Durch einen Umbau der Kreuzung zu einem höhenungleichen Kleeblatt wurde der Standort der Bärenskulptur unzugänglich und sie geriet in Vergessenheit.
2013 wurde die bei erneuten Straßenarbeiten durch ein Baufahrzeug beschädigte und vom Sockel gestürzte Skulptur geborgen, mit Hilfe von Spendengeldern wieder hergerichtet und auf einem neuen Sockel vor der Feuerwache der 15. Deutschen Feuerwehrkompanie, einer Freiwilligen Feuerwehr, in Santiago wieder aufgestellt. Am 28. November 2013 wurde der neue Standort eingeweiht. Der neue 1,50 m hohe Sockel ist aus Marmor. Er trägt an seiner Vorderseite eine Plakette mit der Inschrift „Berlin“ sowie zwei Metallplatten mit der Geschichte des Bären auf Deutsch und Spanisch.

### Nümbrecht
⊙
Im Kurpark von Nümbrecht im Oberbergischen Kreis wurde kurz vor der nordrhein-westfälischen Landesgartenschau 1974 ein Abguss der Skulptur als Geschenk des Senats von Berlin aufgestellt.

### Helgoland
⊙
Auf Helgoland (Kreis Pinneberg, Schleswig-Holstein) wurde 1980 im Rahmen der Feierlichkeiten zum Jubiläum „Helgoland 90 Jahr deutsch“ ein Abguss der Skulptur am Klippenrandweg im Oberland aufgestellt. Der aus roten Ziegeln gemauerte Sockel trägt an der Vorderseite eine Plakette mit der Inschrift „BERLIN 456 KM“.

### Berlin
⊙
Die Bärenskulptur im runden Innenhof des Rathauses Wilmersdorf am Fehrbelliner Platz 4 wurde am 14. September 1988 enthüllt.
Der Guss der Bronzeskulptur kostete 9915 DM. Der Sockel aus Rüdersdorfer Kalkstein ist 42 cm hoch.
Der Bär wurde dem Bezirk Wilmersdorf als Geschenk zur 750-Jahr-Feier Berlins 1987 von der Bank für Handel und Industrie AG gestiftet, woran die an der Vorderseite des Sockels angebrachte rechteckige Inschriftentafel erinnert.

### Neumarkt in der Oberpfalz
⊙
In Neumarkt in der Oberpfalz in Bayern wurde im Dezember 1989 auf Initiative des damaligen Oberbürgermeisters Kurt Romstöck ein weiterer Abguss der Skulptur auf dem Grünstreifen der zentralen vierspurigen Verkehrsachse aufgestellt. Von April 2014 bis April 2015 war der Bär wegen Umbauarbeiten in einer Lagerhalle des Bauhofs untergebracht. Die Skulptur wird des Öfteren heimlich von Unbekannten eingekleidet. Der Sockel trägt rechts des Bären die Aufschrift „Berlin 453 km“.